# Herjangen (fjord)
Herjangen eller Herjangsfjorden (nordsamisk: Hearjjak) er navnet på den indre del af Ofotfjorden i Nordland fylke i Norge. Fjorden går 10 kilometer i nordøstlig retning fra Veggfjellet i Evenes og Øyjord i Narvik til landsbyen Bjerkvik omtrent fem kilometer syd for fylkesgrænsen til Troms.

## Befolkning
Sydvest for Bjerkvik ligger bygden Herjangen, hvor der blandt andet er et 5000 og 6000 år gammelt helleristningsfelt. Den lille bebyggelse Veggen i Evenes ligger yderligere ti kilometer mod sydvest. På østsiden er der spredt bebyggelse langs Europavej E6 til stedet Øyjord.
Bjerkvik er en af Kystverkets nødhavne.

## Tysk invasion
Om morgenen 9. april 1940 var der tysk invasion ved fjorden. Tyske styrker ville besætte våbenlageret på Elvegårdsmoen og landsætte styrker som skulle forsøge at besætte Bardufoss lufthavn. I de to søslag i Ofotfjordene blev jageren «Hermann Künne» sænket i Herjangen. Pinseaften, 13. maj 1940, blev Bjerkvik bombarderet af britiske skibe i fjorden og invaderet af styrker fra Fremmedlegionen.

## Fodnoter
1. ↑  Statens kartverk benytter formen Herjangsfjorden i sitt nettbaserte Norgeskart mens Store norske leksikon benytter formen Herjangen. Språkrådet anbefaler Herjangen som den riktige formen. Endelsen -angr betyr «vik» eller «fjord».